# 나인어클락
한인규의 나인어클락은 TBN 경북교통방송(포항 FM 103.5MHz, 울진 FM 103.7MHz)에서 주말 아침 9시부터 10시 55분까지 방송되는 경북 동해안 지역의 라디오 7080 가요, 0010 가요 프로그램이다.

## 프로그램 소개
- 추억과 음악이 가득한 시간으로 청취자들의 주말 아침을 열어 드립니다. 추억을 나눌 7080 노래부터 새롭지만 좋은 0010 노래들과 함께 주말 9시, 여러분을 기다리고 있겠습니다.

## 코너소개

### 매일 코너
- <뮤직 큐!> 멜로디 제~거 노래방 고수들만 맞출 수 있는 반주 퀴즈!!
- <음악다방 DJ 한> DJ 한이 전하는 그 시절 음악 다방과 명곡들
- <이오공감 라디오> 성별, 나이 모든게 다른 MC와 PD의 선곡 대결?
- <주말에만 쓰는 일기> 소소한 소시민들의 일상을 담은 주말 단상..